# Liste der Naturdenkmale in Kempenich
Die Liste der Naturdenkmale in Kempenich nennt die im Gemeindegebiet von Kempenich ausgewiesenen Naturdenkmale (Stand 14. Februar 2024).

## Naturdenkmale
| Nr.         | Bezeichnung                           | Lage                                                   | Beschreibung                 | Bild                                    |
| ----------- | ------------------------------------- | ------------------------------------------------------ | ---------------------------- | --------------------------------------- |
| ND-7131-385 | An den sechs Eichen (6 Traubeneichen) | südwestlich des Ortes, Distrikt Auf der Wolfskaul Lage | Quercus petraea, sechs Bäume | Direkt Bild zu diesem Denkmal hochladen |